# Aries (Luis Miguel)
Aries è il dodicesimo album di Luis Miguel pubblicato nel 1993.

## Tracce
1. Suave – 4:47 (testo: Kiko Cibrian, Orlando Castro – musica: Kiko Cibrian, Orlando Castro)
2. Me Niego a Estar Solo – 4:17 (testo: Rudy Pérez – musica: Rudy Pérez)
3. Luz Verde – 4:59 (testo: Rudy Pérez – musica: Rudy Pérez)
4. Hasta el Fin – 4:49 (testo: Kiko Cibrian – musica: Kiko Cibrian)
5. Ayer – 3:25 (testo: David Foster, Jeremy Lubbock, Rudy Pérez – musica: David Foster, Jeremy Lubbock, Rudy Pérez)
6. Que Nivel de Mujer – 4:28 (testo: Emilio Castillo, Orlando Castro, Stephen Kupka – musica: Emilio Castillo, Orlando Castro, Stephen Kupka)
7. Pensar en Ti – 4:15 (testo: Francisco Céspedes – musica: Francisco Céspedes)
8. Dame Tu Amor – 3:23 (testo: Kiko Cibrian, Adrián Possé – musica: Kiko Cibrian, Adrián Possé)
9. Hasta Que Me Olvides – 4:40 (testo: Juan Luis Guerra – musica: Juan Luis Guerra)
10. Tú y Yo – 4:50 (testo: Jorge Calandrelli, Rudy Pérez – musica: Jorge Calandrelli, Rudy Pérez)